# 엄대기
엄대기(1982년 8월 18일 ~ )은 전 KBO 리그 야구 선수의 포수이다.

## 출신학교
- 광주진흥고등학교
- 성균관대학교 (2001학번)